# Larrondo-Lakartxela
Larrondo-Lakartxela este o arie protejată (arie specială de conservare — SAC, sit de importanță comunitară — SCI) din Spania întinsă pe o suprafață de 2.614,1 ha, integral pe uscat.

## Localizare
Centrul sitului Larrondo-Lakartxela este situat la coordonatele 42°56′17″N 0°53′09″W / 42.9381°N 0.8859°V.

## Înființare
Situl Larrondo-Lakartxela a fost declarat sit de importanță comunitară în martie 1999 pentru a proteja 2 specii de plante și 21 de specii de animale. Situl a fost protejat și ca arie specială de conservare în decembrie 2011.

## Biodiversitate
Situată în ecoregiunea alpină, aria protejată conține 10 habitate naturale: Lande oro-mediteraneene cu formațiuni endemice de grozamă, Pajiști cu Molinia pe soluri calcaroase, turboase sau argilos-nămoloase (Molinion caeruleae), Pajiști alpine și subalpine calcaroase, Pante stâncoase calcaroase cu vegetație casmofită, Formațiuni ierboase bogate în specii de Nardus, dezvoltate pe substraturi silicioase în zone montane (și în zone submontane, în Europa continentală), Păduri de fag acidofile atlantice, cu subarboret de Ilex și, uneori, de asemenea, Taxus, la nivelul arbuștilor (Quercion robori-petraeae sau Ilici-Fagenion), Pajiști uscate seminaturale și facies de acoperire cu tufișuri pe substraturi calcaroase (Festuco-Brometalia) (* situri importante pentru orhidee), Grohotișuri termofile și vest-mediteraneene, Formațiuni stabile xerotermofile de Buxus sempervirens pe pante stâncoase (Berberidion p.p.), Pajiști uscate europene.
La baza desemnării sitului se află mai multe specii protejate:
- plante (2): Buxbaumia viridis, Narcissus asturiensis
- păsări (16): acvilă de munte (Aquila chrysaetos), caprimulg (Caprimulgus europaeus), mierla de apă (Cinclus cinclus), șerpar (Circaetus gallicus), erete vânăt (Circus cyaneus), ciocănitoare cu spate alb (Dendrocopos leucotos), ciocănitoare neagră (Dryocopus martius), vulturul pleșuv sur (Gyps fulvus), acvilă pitică (Hieraaetus pennatus), sfrâncioc roșiatic (Lanius collurio), gaia neagră (Milvus migrans), gaia roșie (Milvus milvus), vultur egiptean (Neophron percnopterus), Perdix perdix hispaniensis, viespar (Pernis apivorus), Pyrrhocorax pyrrhocorax
- mamifere (2): Galemys pyrenaicus, urs brun (Ursus arctos)
- nevertebrate (3): Austropotamobius pallipes, Graellsia isabellae, Rosalia alpina

Pe lângă speciile protejate, pe teritoriul sitului au mai fost identificate 10 specii de plante, 2 specii de amfibieni, 3 specii de mamifere, 1 specie de reptile.